# Grankullen (naturreservat)
Grankullen är ett naturreservat i Åsele kommun i Västerbottens län.
Området är naturskyddat sedan 2017 och är 54 hektar stort. Reservatet omfattar sydsluttningen av Grankullen och våtmarker sydväst därom. Reservatet består av äldre lövrik granskog.